# بوئینگ ۷۴۷–۴۰۰
بوئینگ ۷۴۷–۳۰۰ (به انگلیسی: Boeing 747-300) یک مدل هواپیمای مسافربری پهن‌پیکر چهارموتوره است که توسط شرکت بوئینگ ایالات متحده توسعه‌یافته و ساخته شده‌است. این هواپیما در فرایند توسعه، نسبت به سایر مدل‌های  بوئینگ ۷۴۷ دارای بیشترین تغییرات می‌باشد، به‌گونه‌ای که تنها از چهار موتور و اسکلت پهن‌پیکر از مدل اولیه بوئینگ ۷۴۷ در آن استفاده شده‌است.
در بوئینگ ۷۴۷–۳۰۰ تغییرات تکنولوژیکی و ساختاری متعددی برای یک بدنه کارآمدتر، انجام شده‌است. از ویژگی‌های متمایز آن نسبت به قبل ۷۴۷ می‌توان به نصب بالک ۱٫۸ متری در انتهای بال‌ها، اضافه کردن کابین خلبان شیشه‌ای و بهینه کردن سوخت در موتورها اشاره کرد.
در این مدل همچنین طراحی داخلی کاملاً بروز شده‌است. این مدل دارای ظرفیت حداکثر ۶۶۰ مسافر (در کلاس ۷۴۷–۳۰۰ ) می‌باشد و می‌تواند بدون توقف، تا ۱۴٫۲۰۰ کیلومتر را با حداکثر ظرفیت بار طی نماید. نخستین سری از بوئینگ ۷۴۷–۳۰۰ در ۹ فوریه ۱۹۸۹ توسط شرکت نورت‌وست ایرلاینز به خدمت گرفته شد.
در ایران، هواپیمایی ماهان با در اختیار داشتن سه فروند از این مدل (دو فروند فعال و یک فروند زمینگیر به دلیل مشکلات حقوقی) تنها کاربر این هواپیما در ایران می‌باشد.